# Font-Romeu-Odeillo-Via
Font-Romeu-Odeillo-Via (Font-romeu, Odelló i Vià en catalán) es una localidad  y comuna francesa, situada en el departamento de Pirineos Orientales en la región de Languedoc-Rosellón y el centro de los Pirineos franceses, en la comarca histórica de la Alta Cerdaña.
A sus habitantes se les conoce por el gentilicio en francés de Romeufontains o de Romeuenc odelloní y Romeuenca odellonina en catalán.
En febrero de 2012, el pueblo de aprueba un pleno por unanimidad desvincularse de Francia y pasar a territorio español. La votación en el pleno del Ayuntamiento de esta localidad francesa no tuvo efecto legal alguno y tenía como objetivo protestar contra el abandono de esta zona y de los pueblos de montaña en general por parte del Estado francés.

## Geografía
La comuna de Font-Romeu-Odeillo-Via limita con Angoustrine-Villeneuve-des-Escaldes, Targassonne, Égat, Estavar, Saillagouse, Eyne y Bolquère.

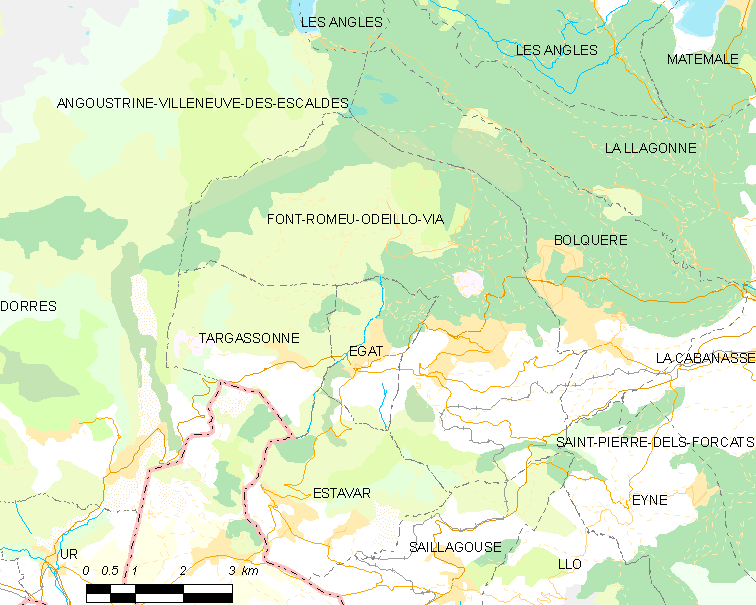
Situación de Font-Romeu-Odeillo-Via

## Demografía
| 1371 | 1857 | 2098 | 2150 | 1857 | 2003 |
| Para los censos de 1962 a 1999 la población legal corresponde a la población sin duplicidades (Fuente: INSEE [Consultar]) |      |      |      |      |      |

## Monumentos y lugares de interés
- Iglesia de Odeillo
- Ermita de Font-Romeu
- Horno solar de Odeillo

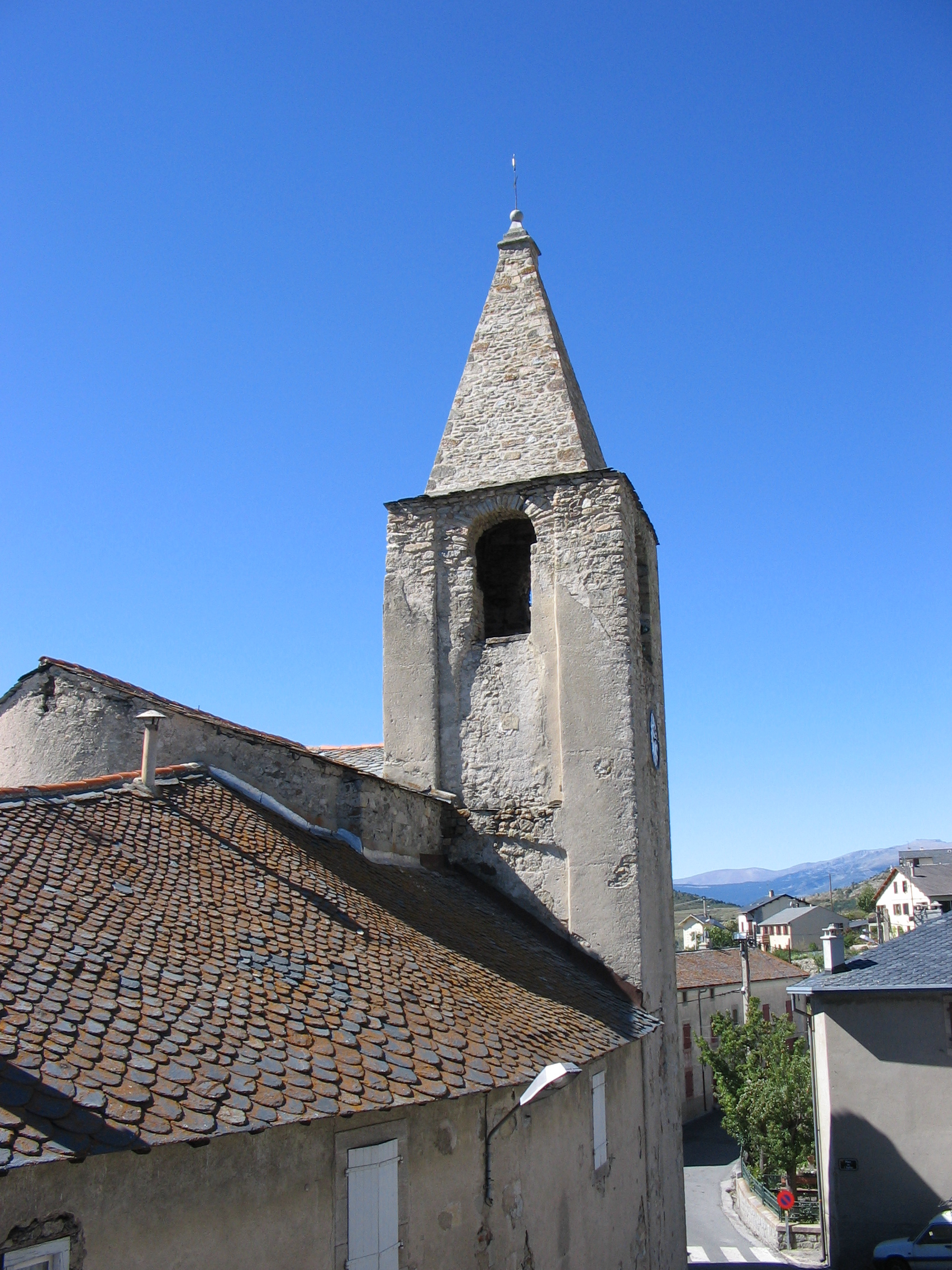
Iglesia de Odeillo.
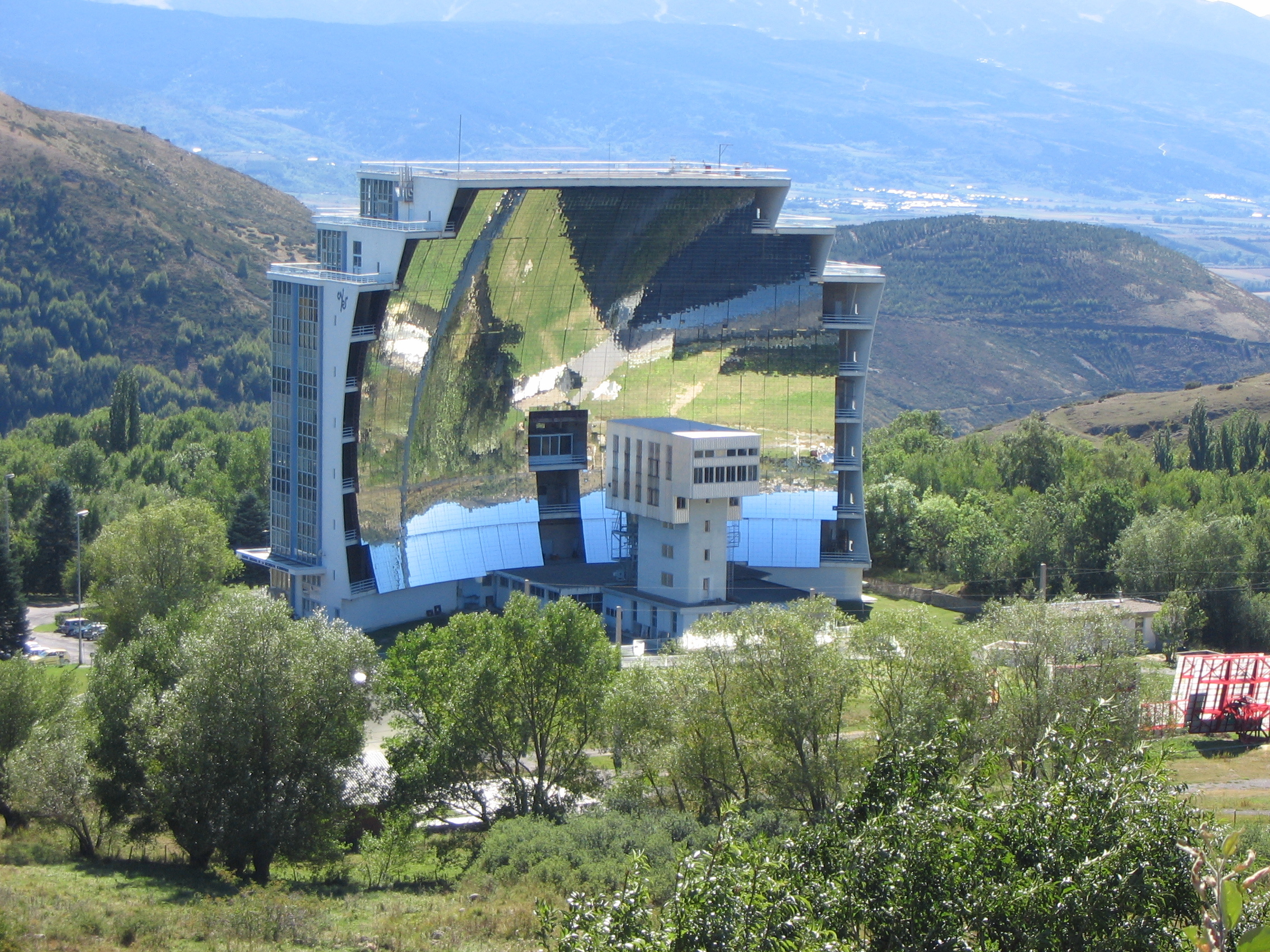
Horno solar de Odeillo.
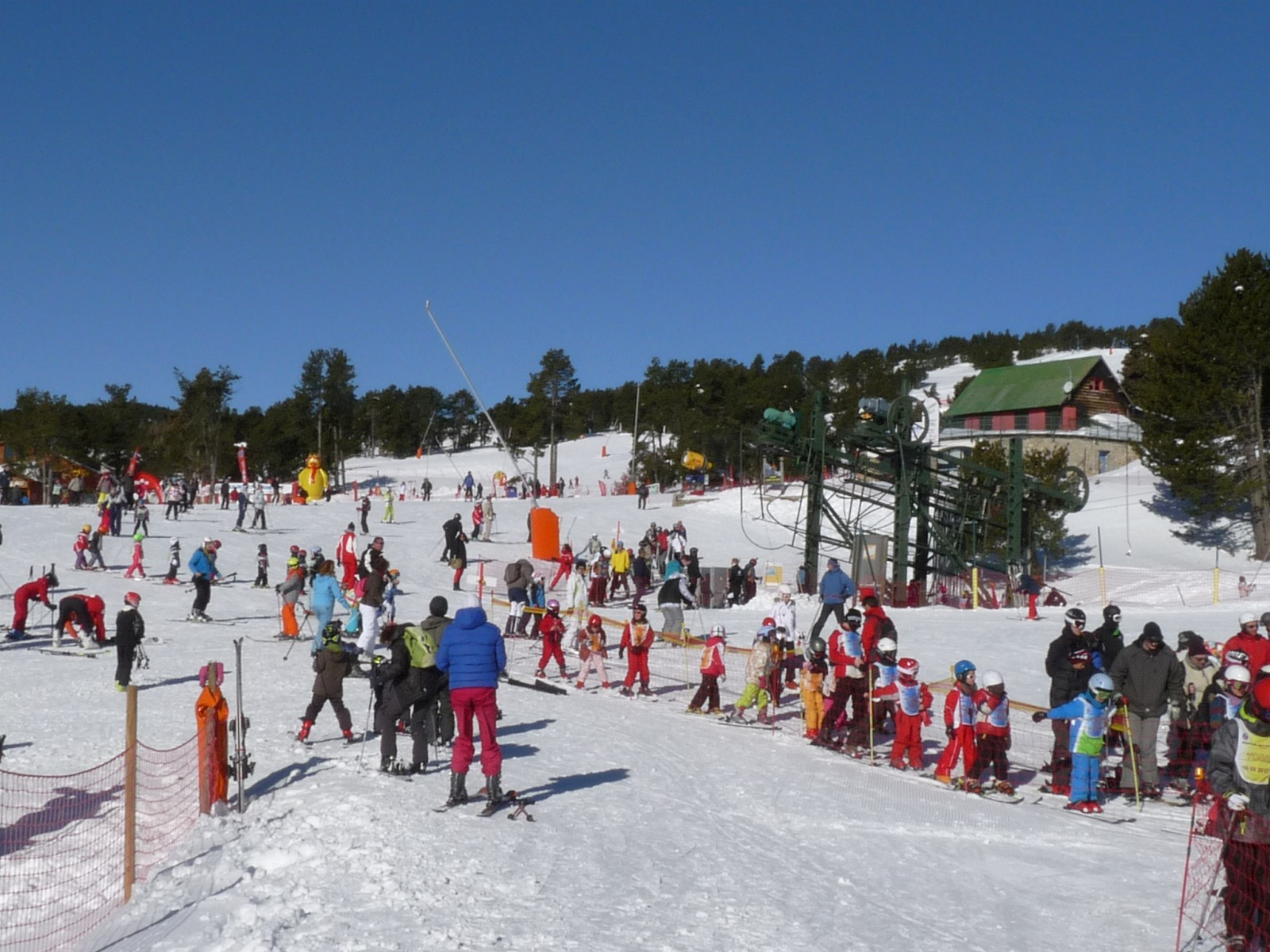
Estación de esquí de Font-Romeu.

## Ocio y actividades
- Estación de esquí de Font-Romeu
- Pistas para trineos de nieve
- Pista de patinaje sobre hielo

## Hermanamientos
- Tsaghkadzor (Armenia)